# Max Frérot
Max Frérot (* 1957) ist ein ehemaliger französischer Terrorist der Action Directe.

## Leben
Er wurde am 27. November 1987 in Lyon wegen der Begehung eines Attentats im Jahr 1986 auf eine französische Spezialeinheit gegen Bandenkriminalität in Paris, bei der ein Polizist ums Leben kam, verhaftet und später wegen diverser terroristischer Straftaten zu lebenslanger Haft verurteilt. Am 12. Juni 2007 erhielt Frérot nach einem jahrelangen Prozess 12.000 € Entschädigung zugesprochen, weil er in der Haft mehrfach ohne Notwendigkeit erniedrigt wurde.
Am 2. Juni 2010 wurde er aus der Haft im südfranzösischen Nîmes entlassen.